# Giuseppina Strepponi

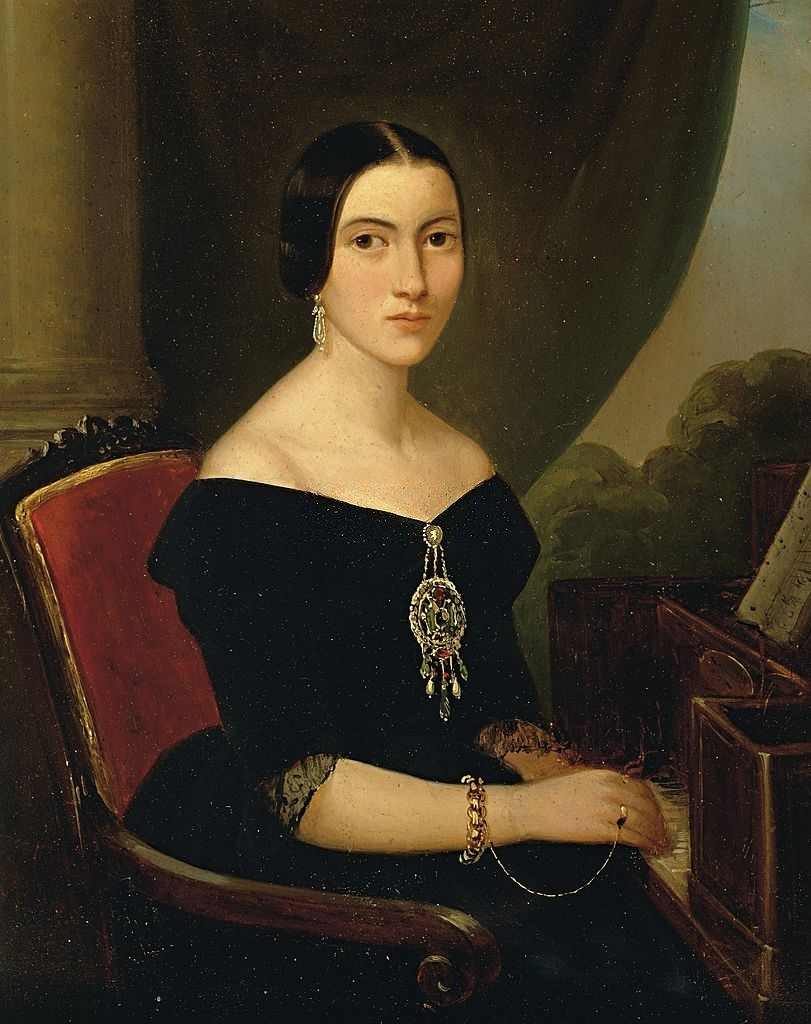
Giuseppina Strepponi en la dècada de 1840

Giuseppina Strepponi (de nom vertader, Clelia Maria Josepha Strepponi) (Lodi, 8 de setembre de 1815 - Sant'Agata, Villanova sull'Arda, 14 de novembre de 1897) va ser una soprano italiana coneguda fonamentalment per la seua relació sentimental amb Giuseppe Verdi, amb qui finalment es va casar.
Son pare, Feliciano Strepponi, era organista i compositor d'òpera, i en rebé la primera formació abans d'estudiar al Conservatori de Milà.Va debutar l'any 1834 en l'òpera L'elisir d'amore, de Donizetti. Al llarg dels anys 1830 va anar abordant un extens repertori, desgastant-se amb excés. Va tenir dos fills d'una relació amb el tenor Napoleone Moriani.
Va influir perquè l'aleshores promesa de la composició, Giuseppe Verdi, accedira a La Scala. L'any 1842 va assumir el paper d'Abigaille en l'estrena de Nabucco. Va ser un èxit total, amb 57 representacions successives. Però Giuseppina va esforçar-se massa en aquest repertori de gran soprano verdiana, no adequat per a la seua fràgil veu. Va renunciar a l'escena l'any 1846, amb a penes 30 anys.
Es va instal·lar a París com a professora, i l'any següent Verdi la va visitar. Des d'aleshores les seues vides van estar lligades. Es van casar el 29 d'abril de 1859. La resta de la seua vida la va passar a l'ombra del seu marit i la seua correspondència és una de les fonts principals per a l'estudi de la biografia de Verdi.